# Palestina en los Juegos Olímpicos de Atlanta 1996
Palestina estuvo representada en los Juegos Olímpicos de Atlanta 1996 por un deportista masculino que compitió en atletismo.
El portador de la bandera en la ceremonia de apertura fue el atleta Mayed Abu Marahel. El equipo olímpico palestino no obtuvo ninguna medalla en estos Juegos.